# Каністео (селище, Нью-Йорк)
Каністео (англ. Canisteo) — селище (англ. village) в США, в окрузі Стубен штату Нью-Йорк. Населення — 2176 осіб (2020).

## Географія
Каністео розташоване за координатами 42°16′13″ пн. ш. 77°36′20″ зх. д. / 42.27028° пн. ш. 77.60556° зх. д. (42.270354, -77.605658).  За даними Бюро перепису населення США в 2010 році селище мало площу 2,42 км², уся площа — суходіл.

## Демографія
Згідно з переписом 2010 року, у селищі мешкало 2270 осіб у 908 домогосподарствах у складі 603 родин. Густота населення становила 939 осіб/км².  Було 987 помешкань (408/км²).
Расовий склад населення:
| - 98,5 % — білих - 0,5 % — чорних або афроамериканців - 0,4 % — азіатів - 0,1 % — корінних американців |

До двох чи більше рас належало 0,6 %. Частка іспаномовних становила 1,1 % від усіх жителів.
За віковим діапазоном населення розподілялося таким чином: 25,7 % — особи молодші 18 років, 58,0 % — особи у віці 18—64 років, 16,3 % — особи у віці 65 років та старші. Медіана віку мешканця становила 40,5 року. На 100 осіб жіночої статі у селищі припадало 90,8 чоловіків;  на 100 жінок у віці від 18 років та старших — 88,2 чоловіків також старших 18 років.
Середній дохід на одне домашнє господарство  становив 50 147 доларів США (медіана — 42 422), а середній дохід на одну сім'ю — 59 758 доларів (медіана — 55 278). Медіана доходів становила 42 702 долари для чоловіків та 33 750 доларів для жінок. За межею бідності перебувало 16,4 % осіб, у тому числі 18,0 % дітей у віці до 18 років та 9,0 % осіб у віці 65 років та старших.
Цивільне працевлаштоване населення становило 862 особи. Основні галузі зайнятості: освіта, охорона здоров'я та соціальна допомога — 34,5 %, роздрібна торгівля — 14,3 %, мистецтво, розваги та відпочинок — 9,9 %, виробництво — 7,5 %.